# Moos (Badenia-Wirtembergia)
Moos – miejscowość i gmina w Niemczech, w kraju związkowym Badenia-Wirtembergia, w rejencji Fryburg, w regionie Hochrhein-Bodensee, w powiecie Konstancja, wchodzi w skład związku gmin Höri. Leży na krańcu Jeziora Bodeńskiego (Untersee). Leży ok. 3 km na zachód od Radolfzell am Bodensee.